# クマン語 (チュルク)
クマン語（クマンご、Cuman, Kuman）は、クマン人とキプチャク人によって話されたチュルク系言語である。現存するキプチャク語群の言語に近縁である。コーデクス・クマニクスなどの中世の書物に記録されており、中央・東ヨーロッパにおいて豊富な文字記録を遺している言語である。ジョチ・ウルスにおけるリンガ・フランカとなった。

## 参考
- Güner, Galip  (2013), Kıpçak Türkçesi Grameri, Kesit Press, İstanbul.
- Mustafa Argunşah, Galip Güner (2015), Codex Cumanicus, Kesit Yayınları, İstanbul.